# لغات كارينية
لغة كارين أو اللغات الكارينية هي لغات نغمية يتحدث بها حوالي 4.5 مليون شخص من شعب كارين. وهي ذات انتماء غير واضح ضمن اللغات الصينية التبتية. تُكتب لغات الكارين باستخدام نص كارين. الفروع الرئيسية الثلاثة هي سغاو (المعروفة باسم كارين) وبو وباو. الكاريني (المعروفة أيضًا باسم كاياه أو كارين الحمراء) والكيان (المعروفة أيضًا باسم بادونغ) هما فرع من لغات الكارين. وهي غير عادية بين اللغات الصينية التبتية في وجود ترتيب الكلمات الفاعل-الفعل-المفعول به؛ بخلاف كارين وباي واللغات الصينية، فإن اللغات الصينية التبتية لها ترتيب الفاعل-المفعول به-الفعل. ويرجع هذا على الأرجح إلى تأثير لغات مون وتاي المجاورة.